# Martigné-Briand
Martigné-Briand ist eine Ortschaft und eine Commune déléguée in der französischen Gemeinde Terranjou mit 1.873 Einwohnern (Stand: 1. Januar 2022) im Département Maine-et-Loire in der Region Pays de la Loire. Die Einwohner werden Martinéens genannt.
Die Gemeinde Martigné-Briand wurde am 1. Januar 2017 mit Chavagnes und Notre-Dame-d’Allençon zur neuen Gemeinde Terranjou zusammengeschlossen. Sie gehörte zum Arrondissement Saumur.

## Geografie
Martigné-Briand liegt in der Landschaft Saumurois. Martigné-Briand liegt im Weinbaugebiet Anjou. Durch die ehemalige Gemeinde fließt der Layon. 
Umgeben wurde die Gemeinde Martigné-Briand von den Nachbargemeinden Chavagnes im Norden, Luigné im Nordosten, Brigné (heute: Doué-en-Anjou) im Osten, Saint-Georges-sur-Layon im Südosten, Tigné im Süden (heute: Lys-Haut-Layon), Aubigné-sur-Layon im Süden und Südwesten, sowie Bellevigne-en-Layon im Westen und Nordwesten.

## Bevölkerungsentwicklung
| Jahr                       | 1962 | 1968 | 1975 | 1982 | 1990 | 1999 | 2006 | 2013 |
| -------------------------- | ---- | ---- | ---- | ---- | ---- | ---- | ---- | ---- |
| Einwohner                  | 1720 | 1591 | 1717 | 1763 | 1689 | 1705 | 1847 | 1857 |
| Quellen: Cassini und INSEE |      |      |      |      |      |      |      |      |

## Sehenswürdigkeiten
- Kirche Saint-Simplicien aus dem 12. Jahrhundert
- Kapelle Saint-Martin aus dem 16. Jahrhundert
- Kapelle Saint-Lien aus dem 16. Jahrhundert
- Kapelle Saint-Arnoult in Sousigné aus dem 14. Jahrhundert, Umbauten aus dem 18. Jahrhundert, seit 1965 Monument historique
- Benediktinerinnenkloster Notre-Dame-de-Compassion
- Schloss Noyers aus dem 15./16. Jahrhundert, seit 1996 Monument historique
- Schloss Villeneuve aus dem 14./15. Jahrhundert, seit 1992 Monument historique
- Schloss Flines
- Reste der Burg von 1503, seit 1926 Monument historique
- Kalkofen
- zahlreiche Mühlen

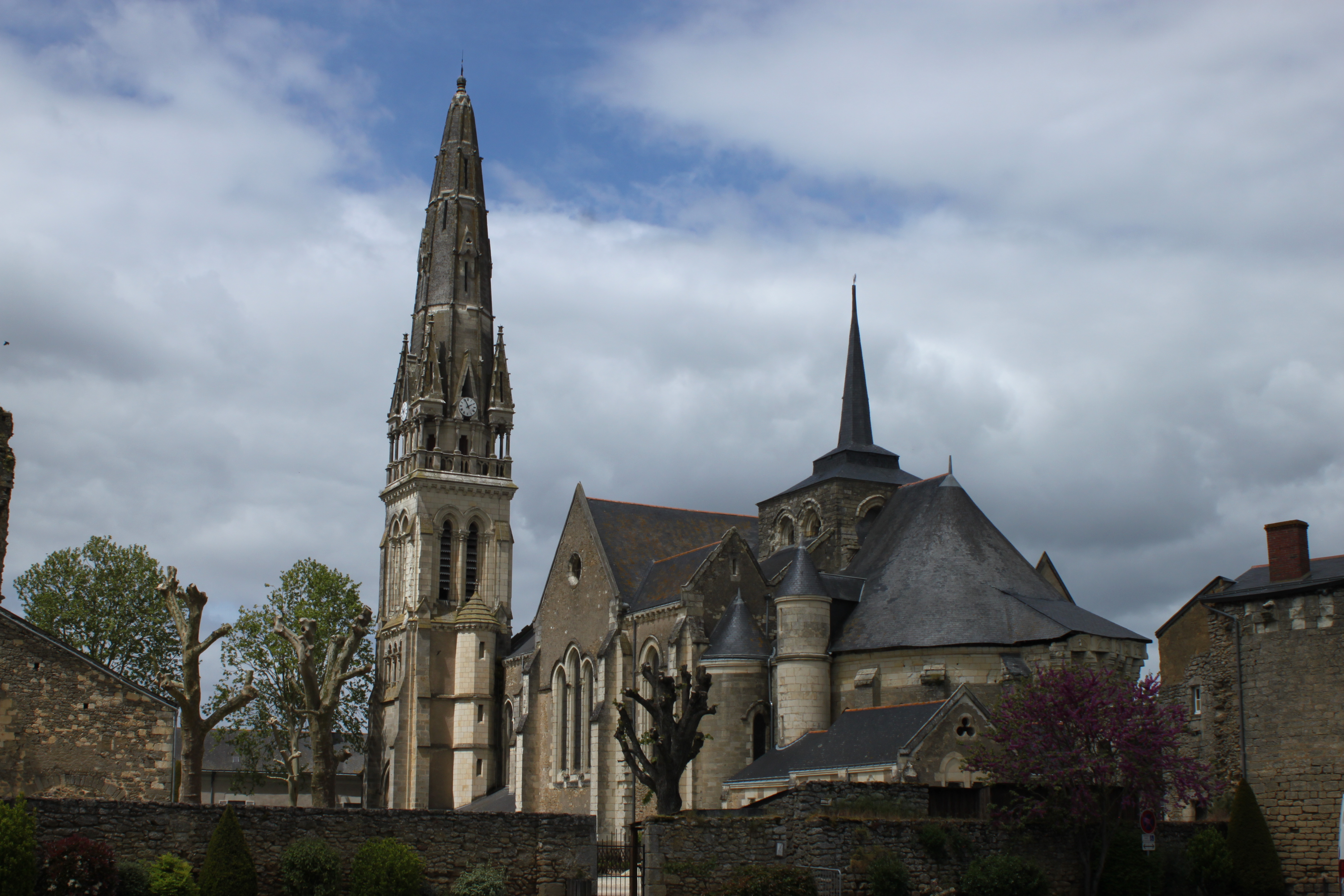
Kirche Saint-Simplicien
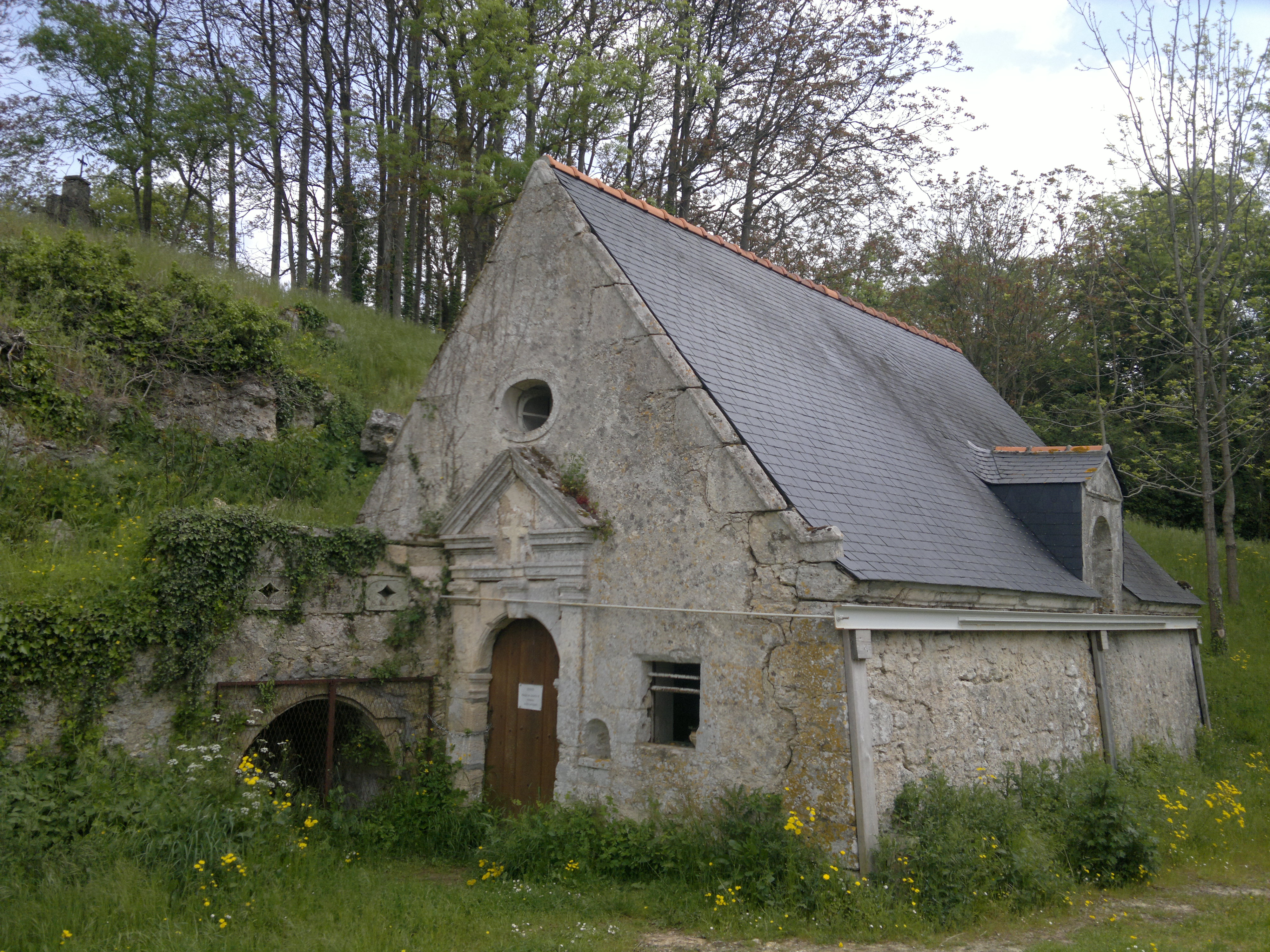
Kapelle Saint-Martin
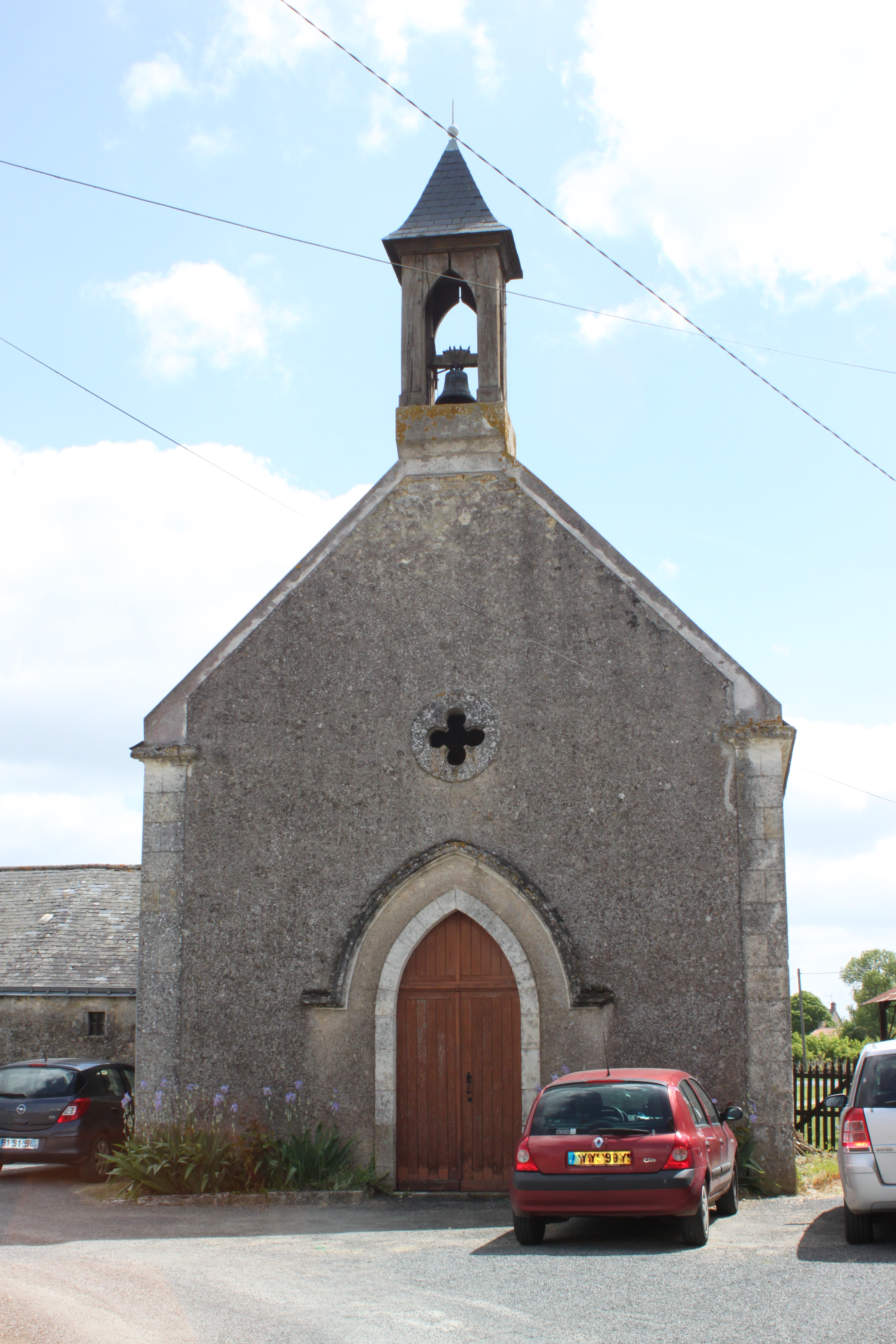
Kapelle Saint-Lien
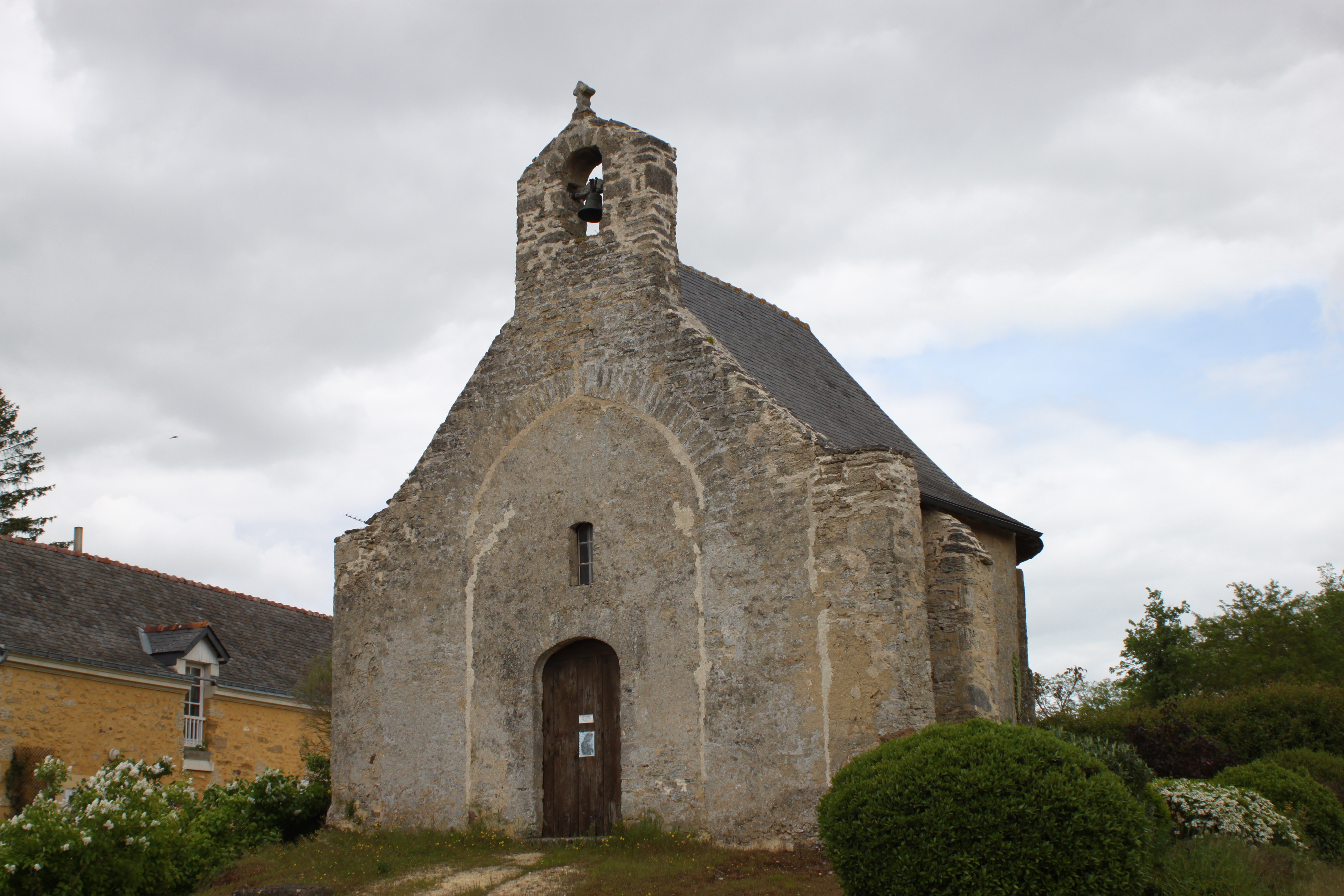
Kapelle Saint-Arnoult
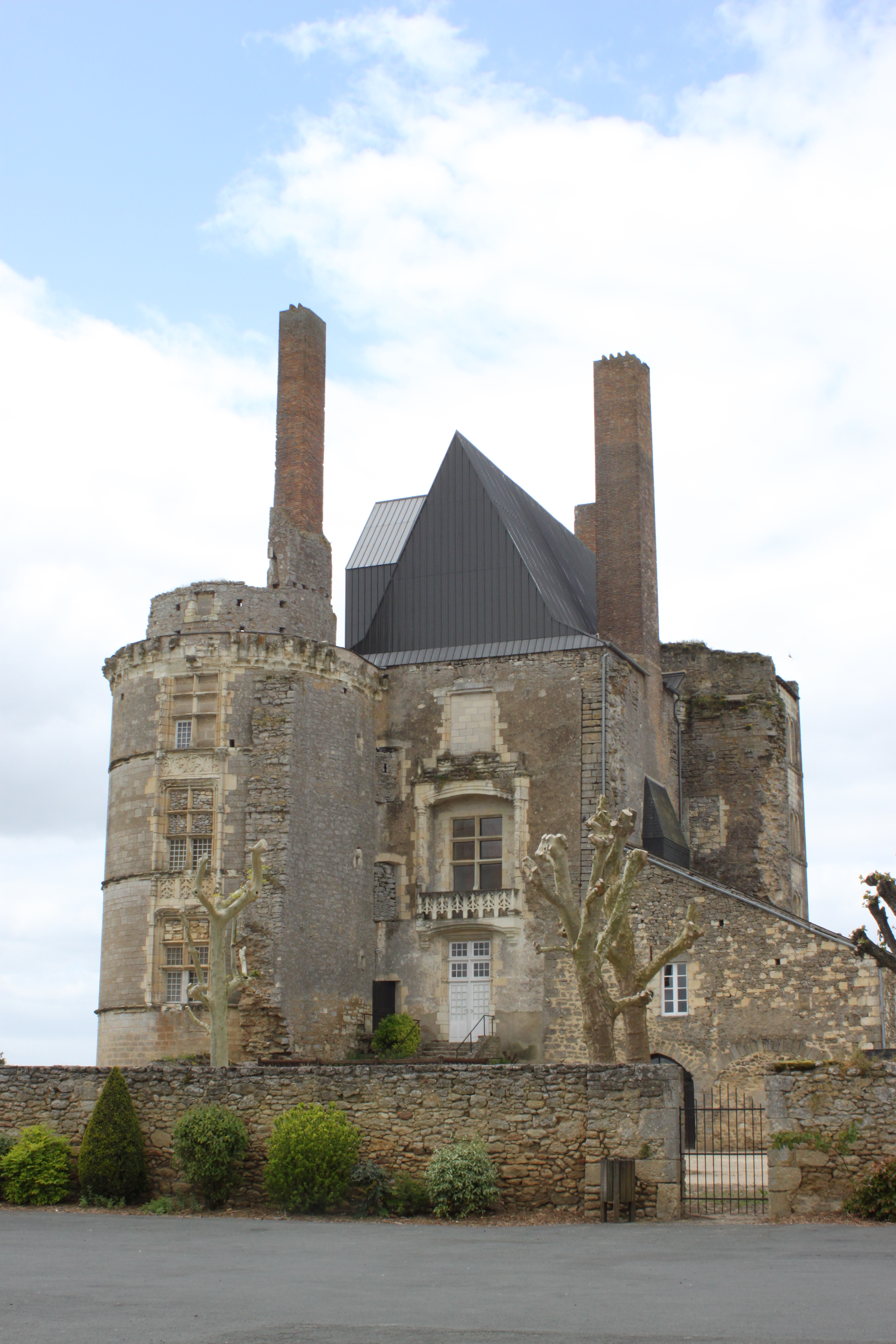
Schloss Briant
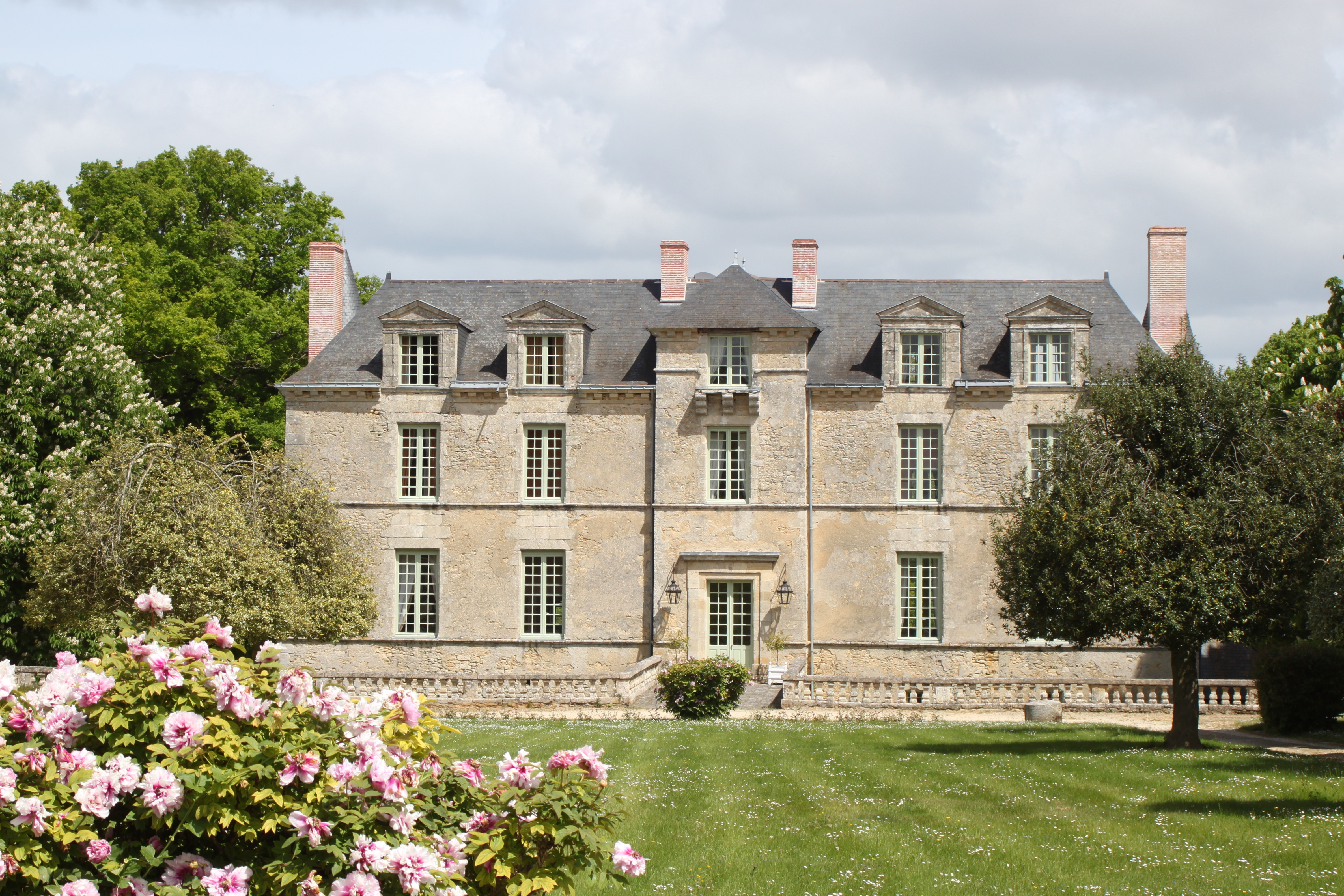
Schloss Noyers
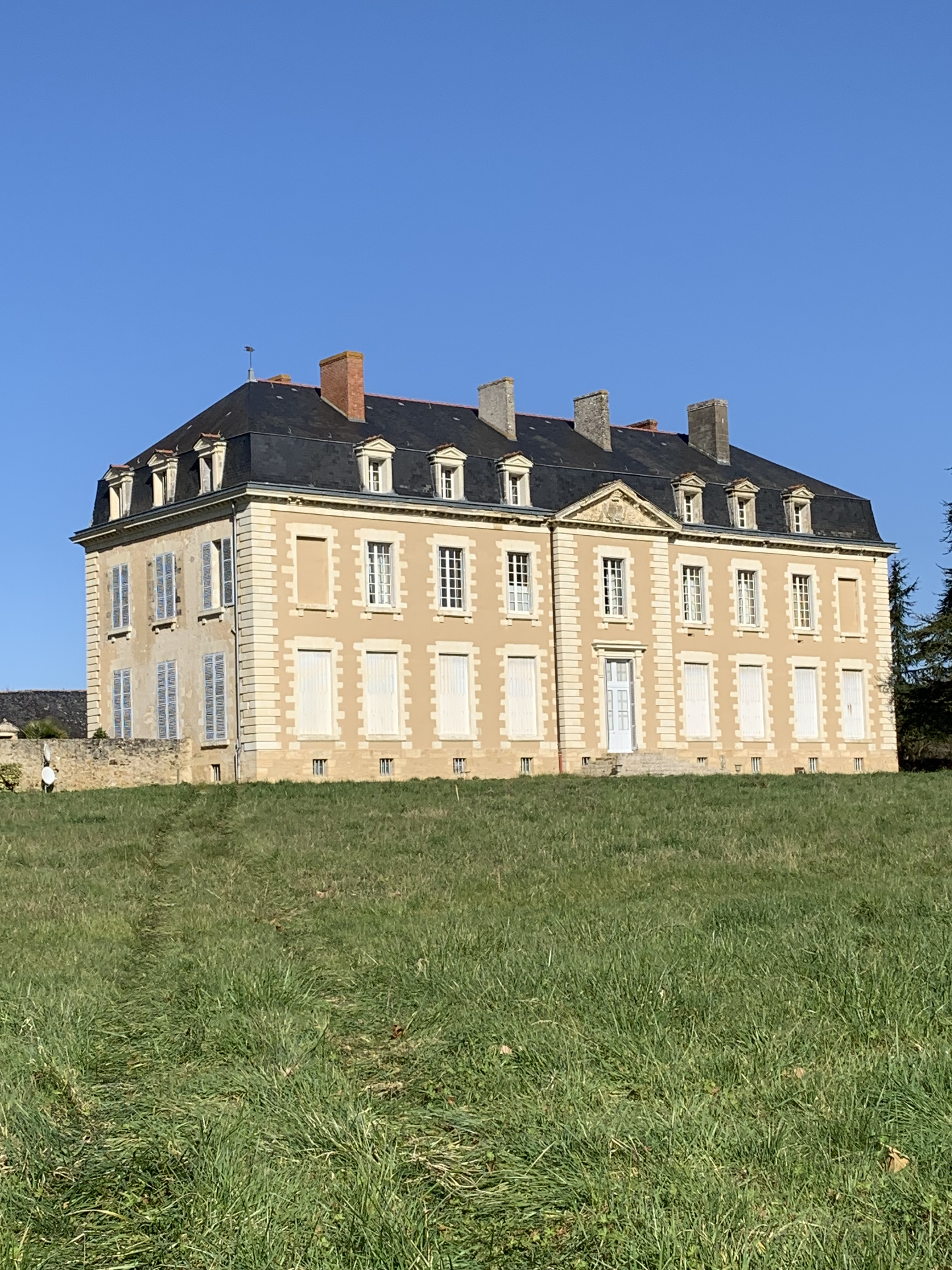
Schloss Flines

## Gemeindepartnerschaft
Mit der italienischen Gemeinde Castellina in Chianti in der Provinz Siena (Toskana) besteht seit 1998 eine Partnerschaft.

## Persönlichkeiten
- Jean-François Merlet (1761–1830), Politiker und Jurist
- André Rogerie (1921–2014), General, Kämpfer der Resistance (Überlebender von Auschwitz)